# جاستین گرلاخ
جاستین گرلاخ (انگلیسی: Justin Gerlach؛ زادهٔ ۲ فوریهٔ ۱۹۹۰) بازیکن فوتبال اهل آلمان است.